# Aba-eiland
Aba is een eilandje in de Witte Nijl in Soedan, 400 km ten zuiden van Khartoem.
In april 1970 namen 30.000 moslims van de sekte der Ansars, aanhangers van de imam el Hadi el Mahdi, er de wapens op tegen het centrale bestuur. Ze noemden zich Anya Nya's, zoals de vrijheidsstrijders van Zuid-Soedan. De opstand werd een mislukking.